# Tricyclusa singularis
Tricyclusa singularis is een hydroïdpoliep uit de familie Tricyclusidae. De poliep komt uit het geslacht Tricyclusa. Tricyclusa singularis werd in 1876 voor het eerst wetenschappelijk beschreven door Schulze. Tricyclusa singularis verschijnt in de Atlantische Oceaan rond mei en juni. 